# Porphyrinia bilineata
Porphyrinia bilineata är en fjärilsart som beskrevs av George Francis Hampson 1902. Porphyrinia bilineata ingår i släktet Porphyrinia och familjen nattflyn. Inga underarter finns listade i Catalogue of Life.